# Gianiré Rosalino
Gianiré Beatriz «Gia» Rosalino Tapia (Lima, 26 de febrero de 1996) es una actriz, payasa, directora y docente peruana, que ha desarrollado la mayor parte de su carrera artística en el teatro y la televisión.  
Dentro de sus trabajos actorales, se destacó por interpretar al papel recurrente de Ana Lucía Bisbal en la teleserie Al fondo hay sitio de América Televisión y por protagonizar el musical Una comedia macabra.

## Biografía

### Primeros años
Nació el 26 de febrero de 1996 en Lima; bajo el nombre completo de Gianiré Beatriz Rosalino Tapia. Realizó sus estudios escolares en el Colegio Trilce y la Institución Educativa Patrocinio de San José. Tras concluir la secundaria, estudió actuación en la Escuela Nacional Superior de Arte Dramático, además de complementarse en los talleres de clown e improvisación teatral.

### Trayectoria
Comenzó su carrera artística a la edad de veinte años como actriz de teatro y payasa, debutando con la obra musical Mundo dulce en 2016. Además, ha sido parte de los proyectos teatrales de la mano de la productora Mandrágora.
En el año 2017, Rosalino asume por primera vez el protagónico con el montaje teatral Picnic. Fue protagonista de la obra juvenil Uku pacha en 2019, donde se presentó con el elenco estelar en la Plaza San Martín.
En el año 2020, se incorpora a la comedia virtual Match! al lado de Sirena Ortiz, Bryan Navarro y Joaquín Escobar. Previo a ello, asumió el rol de directora general de la ficción Mamama y a la vez, protagoniza. En ese año, fue parte de la dirección de la obra virtual Desde la caverna con Emmanuel Caffó, contando como protagonista al actor David Otazu.
A partir de 2021, inicia su etapa en los comerciales de televisión de la compañía telefónica Claro y de la empresa de seguros Rímac.[cita requerida]
En el año 2022 participa en la telenovela Brujas de América Televisión, secuela de la otra producción del mismo canal Princesas. A lo paralelo, Rosalino fue parte del reparto protagónico de la obra teatral El bombón rojo de la dirección de Germán «Manchi» Ramírez y Piero Fuentes-Castro, estrenado en el Teatro Barranco, compartiendo el rol con otras jóvenes figuras teatrales como Malory Vargas. Asume de nuevo el rol de protagonista con la obra teatral Amor tenemos que hablar de Christian Ysla, bajo el rol de Tenemo.
En el año 2023, Rosalino conforma el reparto principal de la comedia La refinada estética de los HDP, interpretando a Neldra, la hija adolescente de los esposos protagonistas Nelson y Sandra. Posteriormente, fue protagonista de la microobra La Sirenita: Una peculiar versión, bajo el papel de una exploradora marina.
También en ese año, Rosalino fue parte del reparto central de la obra juvenil Las hembras no lloran de la Asociación Cultural La Pasión por dos temporadas consecutivas, contando con Tania López Bravo y su pareja sentimental Aldo Miyashiro en la dirección general.
Adicionalmente, fue protagonista de la comedia El Crèmebrûlée al lado de Jano Baca, con el personaje de Almendra, la pareja de Joaquín, quien se celebraría el cumpleaños de su novio sin saber que terminaría su relación con él, volviendo a interpretar el papel para la temporada 2024 con el actor Claudio Calmet reemplazando a Baca en el protagónico.
Protagoniza con Germán «Manchi» Ramírez el montaje El veneno de Julieta inspirado en la tragedia Romeo y Julieta del escritor inglés William Shakespeare, bajo el formato clown, interpretando al personaje de Julieta Capuleto y fue estrenado en el Teatro Barranco por dos temporadas. Gracias a su interpretación, recibe el galardón de los Premios El Oficio Crítico en la categoría «Mejor actriz de comedia» a finales del año 2023.
Fue parte de la otra producción teatral Chopi: En busca del color de Piera del Campo, asumiendo el reparto coprotagónico. En la dicha producción, encarna a Vanna, volviendo a interpretar el papel para la segunda temporada de 2024.
También en ese año, protagoniza la obra cómica Zodiaco al lado de Miguel Coello y André Portugal, donde ambos interpretan cada uno a los signos zodiacales.
En el cine, se incluye al reparto recurrente de la película La peor de mis bodas 3 de la dirección de Adolfo Aguilar.
En el año 2024, asume el protagónico del musical Una comedia macabra del cineasta Sandro Ventura, en el papel de Ángela, una chica católica que cobrará venganza por la infidelidad de su enamorado, contando con la ayuda de su mejor amiga Jenny y de una aprendiz de bruja Karina. En el dicho proyecto, comparte el rol junto a Adriana Campos-Salazar, Fabiana Valcárcel y Feffo Neyra.
Seguidamente, Rosalino protagoniza La botella borracha con los actores teatrales Jesús Oro y Marco Antonio Ñique, bajo el formato de comedia. A partir de esa época, se dedica a la rama de la enseñanza, desempeñándose como docente de clown.
Además, vuelve a la televisión peruana en ese año, acreditándose en el antagónico recurrente de la teleserie Al fondo hay sitio de América, bajo el rol de Ana Lucía Bisbal, una de las modelos quién trabaja para Cristobal Montalbán en una sesión de fotos, en la que está obsesionada con él.
En el año 2025, Rosalino asume el antagónico protagónico de la obra teatral Juego de roles, interpretando a Fabiola, una alumna de un centro educativo, quién tuvo una aventura sexual con su profesor Carlos, personaje interpretado por Dante del Águila.

## Vida personal
Desde abril de 2023, mantiene una relación sentimental con el actor, dramaturgo y presentador peruano Aldo Miyashiro. Pese a ello, recibió críticas de la presentadora Magaly Medina, por minimizar su carrera actoral y su diferencia de años con Miyashiro.

## Filmografía

### Teatro
| Año       | Título                            | Rol                        | Notas                            |
| --------- | --------------------------------- | -------------------------- | -------------------------------- |
| 2016      | Mundo dulce                       |                            | Reparto principal                |
| 2017      | Picnic                            |                            | Protagonista                     |
| 2019      | Uku pacha                         |                            | Protagonista                     |
| 2020      | La sonrisa del niño araña         |                            | Protagonista                     |
| 2020      | Mamama                            | Ella misma                 | Directora general y protagonista |
| 2020      | Match!                            |                            | Reparto principal                |
| 2022      | Amor tenemos que hablar           | Tenemo                     | Protagonista                     |
| 2022      | El bombón rojo                    |                            | Protagonista                     |
| 2022      | La Cenicienta                     |                            | Antagonista protagonista         |
| 2023      | La refinada de los HDP            | Neldra                     | Reparto principal                |
| 2023      | La Sirenita: Una peculiar versión |                            | Coprotagonista                   |
| 2023      | Las hembras no lloran             |                            | Reparto principal                |
| 2023      | Zodiaco                           | Aries/Geminis/Libra/Piscis | Protagonista                     |
| 2023-2024 | El Crèmebrûlée                    | Almendra                   | Protagonista                     |
| 2023-2024 | El veneno de Julieta              | Julieta                    | Protagonista                     |
| 2023-2024 | Chopi: En busca del color         | Vanna                      | Coprotagonista                   |
| 2024      | La botella borracha               | Jessica                    | Protagonista                     |
| 2024      | Una comedia macabra: El musical   | Ángela                     | Protagonista                     |
| 2025      | Juego de roles                    | Fabiola                    | Antagonista protagonista         |

### Televisión
| Año  | Título             | Rol              | Notas                                                  | Emisión            |
| ---- | ------------------ | ---------------- | ------------------------------------------------------ | ------------------ |
| 2024 | Súper Ada          | Chichi           | Reparto recurrente. Telenovela de comedia romántica.   | América Televisión |
| 2024 | Al fondo hay sitio | Ana Lucía Bisbal | Antagonista recurrente. Serie de televisión.           | América Televisión |
| 2025 | Brujas             | Flora            | Reparto recurrente. Telenovela.                        | Vix                |
| 2025 | Eres mi sangre     | Karen            | Reparto recurrente. Telenovela de misterio y suspenso. | América Televisión |

### Cine
| Año  | Título                 | Rol | Notas                             |
| ---- | ---------------------- | --- | --------------------------------- |
| 2023 | Farenheit 451          |     | Reparto principal. Cortometraje.  |
| 2023 | La peor de mis bodas 3 |     | Reparto recurrente. Largometraje. |

### Videoclip musical
- «Peli de Disney» (2025), interpretado por Adriana Campos-Salazar y compuesto por Diego Magne.

## Premios y nominaciones
| Año  | Premios                   | Categoría                 | Trabajo              | Resultado | Ref.   |
| ---- | ------------------------- | ------------------------- | -------------------- | --------- | ------ |
| 2023 | Premios El Oficio Crítico | «Mejor actriz de comedia» | El veneno de Julieta | Ganadora  | [ 20 ] |